# Chainsaw Charlie
Chainsaw Charlie (Murders in the New Morgue) è il diciottesimo singolo degli W.A.S.P..
Registrata nel 1992, la canzone è stata pubblicata per la prima volta nell'album The Crimson Idol dello stesso anno.

## Tracce
1. Chainsaw Charlie (Murders in the New Morgue) (Sawn Off version) 04:45
2. Phantoms in the Mirror 04:36
3. The Story of Jonathan (Part I) 08:59

## Formazione
- Blackie Lawless – voce, chitarra, basso, tastiera
- Bob Kulick – chitarra
- Frankie Banali – batteria
- Stet Howland – batteria